# Eskilstrup Kirke
Eskilstrup Kirke ligger i Eskilstrup ca. 10 km N for Nykøbing Falster (Region Sjælland).